# Patipan Un-Op
Patipan Un-Op (thailändisch ปฏิภาณ อุ่นอบ, * 8. Oktober 1995 in Prachuap) ist ein thailändischer Fußballspieler.

## Karriere

### Verein
Patipan Un-Op erlernte das Fußballspielen in der Jugend des Erstligisten Chonburi FC. Hier unterschrieb er 2014 auch seinen ersten Profivertrag. 2015 wurde er an den Ligakonkurrenten TOT SC nach Bangkok ausgeliehen. 2015 wurde er von Buriram United verpflichtet. Der Erstligist Navy FC aus Sattahip lieh ihn die Hinserie 2016 aus. Die Rückserie wurde er an Suphanburi FC ausgeliehen. Mitte 2017 ging er wieder nach Bangkok und schloss sich dem Erstligisten Thai Honda Ladkrabang FC an. Thai Honda belegte am Ende der Saison den 16. Tabellenplatz und musste somit den Weg in die Zweitklassigkeit antreten. Die Saison 2018 spielte er beim Zweitligisten PTT Rayong FC. Mit PTT wurde er 2018 Meister der Thai League 2 und stieg in die Erste Liga auf. 2019 wechselte er nach Chiangmai und schloss sich dem Aufsteiger Chiangmai FC an. Ende 2019 stieg der Verein wieder in die zweite Liga ab. Nach dem Abstieg verließ er Chiangmai und wechselte nach Kanchanaburi, wo er sich dem Drittligisten Muangkan United FC anschloss. Mit Muangkan spielte er in der Western Region der dritten Liga. Am Ende der Saison wurde er mit dem Verein Meister der Region. In den Aufstiegsspielen zur zweiten Liga wurde belegte man den zweiten Platz und stieg somit in die zweite Liga auf. Nach dem Aufstieg verließ er den Verein und schloss sich Ende August 2021 dem Drittligisten Udon United FC an. Mit dem Verein aus Udon Thani spielte er zwölfmal in North/Eastern Region der Liga.

## Erfolge
Buriram United
- Thailändischer Meister: 2015
- Thailändischer Pokalsieger: 2015
- Thailändischer Ligapokalsieger: 2015
- Mekong Club Championship: 2015

PTT Rayong FC
- Thailändischer Zweitligameister: 2018

Muangkan United FC
- Thai League 3 – West: 2020/21
- Thai League 3 – National Championship: 2020/21 (2. Platz)  ▲